# Grosselfingen

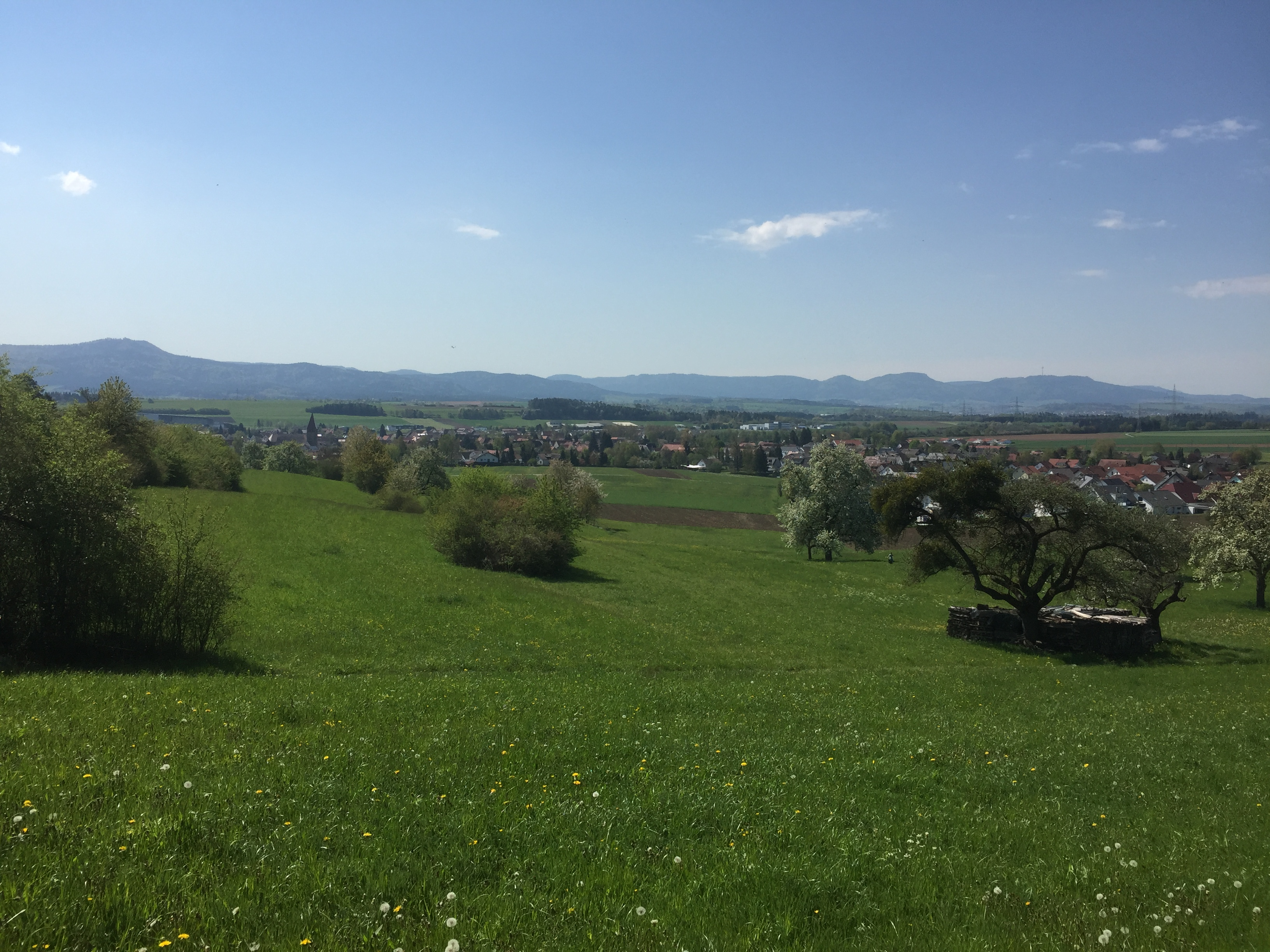
Grosselfingen (Nordansicht), im Hintergrund der Albtrauf

Grosselfingen ist eine Gemeinde im Zollernalbkreis in Baden-Württemberg (Deutschland).

## Geographie

### Geographische Lage
Grosselfingen liegt im Vorland der Schwäbischen Alb knapp zehn Kilometer nordöstlich der Kreisstadt Balingen.

### Gemeindegliederung
Zur Gemeinde Grosselfingen gehören das Marktdorf (Marktflecken) Grosselfingen, die fürstlichen Domäne Oberer Homburgerhof und die Häuser Alter Berg und Bisinger Berg.
Im Norden der Gemarkung liegt die Flur Hagenbach, die auf eine abgegangene Ortschaft hindeutet. Hagenbach wird als Sitz des 1225 erwähnten Albert von Haginbach vermutet.

### Schutzgebiete
In Grosselfingen gibt es drei Naturdenkmale. Außerdem gehören die Gewanne Ächtwiesen, Auf Eschle und Bisinger Berg südlich des Ortes zum FFH-Gebiet Gebiete zwischen Bisingen, Haigerloch und Rosenfeld. Weitere Schutzgebiete nach Naturschutzrecht sind auf dem Gemeindegebiet nicht ausgewiesen.

## Geschichte
Die ersten Spuren menschlicher Siedlungstätigkeit auf der Markung stammen aus der Jungsteinzeit (4000–2000 v. Chr.).
Im heute besiedelten Ortsgebiet fand man im Jahre 1960 Spuren alamannischer Gräber, die wahrscheinlich ins 7. oder 8. Jahrhundert zurückdatieren. Die fruchtbaren Böden auf der nördlichen Gemarkung, feuchte Talauen und die zwei Bachläufe im heutigen Ort dürften eine Ansiedlung der Alemannen begünstigt haben.
Die erste urkundliche Erwähnung war im Jahr 1296, als ein Zeuge Berthold von „Grosselvingen“ erwähnt wird. Sicher ist, dass Grosselfingen schon sehr viel älter ist. Darauf deutet nicht zuletzt die Endung „-ingen“ hin, die in der Gegend gerade die ältesten Orte tragen.
Das Niederadelsgeschlecht der Herren von Bubenhofen verhalf dem Ort von Beginn des 15. Jahrhunderts bis zum Jahr 1522 zu einer großen Blütezeit. Eigene Pfarrei, hohe Blutgerichtsbarkeit oder Marktrechtsprivileg sind die äußeren Zeichen, die Grosselfingen aus dem Kreis gewöhnlicher Dörfer weit heraustreten lassen. Im Oberdorf von Grosselfingen befindet sich, heute im Besitz der Gemeinde, die Schlossruine „Neuhaus“ (1420) der Herren von Bubenhofen. Beim oberen und unteren Homburgerhof in Grosselfingen befindet sich die Burgruine Haimburg der Herren von Bubenhofen.
Während des Zweiten Weltkriegs gab es das Rollfeld Grosselfingen.

## Politik

### Gemeinderat
Der Gemeinderat in Grosselfingen hat 12 Mitglieder. Bei der Kommunalwahl am 9. Juni 2024 wurde der Gemeinderat durch Mehrheitswahl gewählt. Mehrheitswahl findet statt, wenn kein oder nur ein Wahlvorschlag (Team Grosselfingen) eingereicht wurde. Die Bewerber mit den höchsten Stimmenzahlen sind dann gewählt. Der Gemeinderat besteht aus den ehrenamtlichen Gemeinderäten und dem Bürgermeister als Vorsitzendem. Der Bürgermeister ist im Gemeinderat stimmberechtigt. Die Wahlbeteiligung lag bei 59,4 %.

### Raumplanung
Grosselfingen gehört zusammen mit Hechingen, Burladingen, Bisingen, Rangendingen, Haigerloch und Jungingen als Teil der Raumordnungs- und Planungsregion Neckar-Alb zum Mittelbereich Hechingen.

## Wirtschaft und Infrastruktur
Grosselfingen ist vorwiegend eine Wohngemeinde mit noch starken landwirtschaftlichen Strukturen, zwei Drittel der Gemarkungsfläche werden landwirtschaftlich genutzt. Für die etwa 750 Beschäftigten gibt es 280 Arbeitsplätze im Ort, 640 Bürger finden Arbeit außerhalb der Gemeinde und 160 Auswärtige arbeiten im Ort.

### Verkehr
Der Öffentliche Nahverkehr wird durch den Verkehrsverbund Neckar-Alb-Donau (naldo) gewährleistet. Die Gemeinde befindet sich in der Wabe 332.

## Sehenswürdigkeiten
- Kapelle zur schmerzhaften Mutter Gottes (Wendelinkapelle oder Bilderhäusle) in der Bruderschaftsstraße 60, am Eingang zum historischen Marktplatz. Verputzter Saalbau mit halbrunder, eingezogener Apsis und Dachreiter, Jahreszahl 1737 über dem Rundbogenportal.[4] Denkmal nach § 2 Landesdenkmalschutzgesetz.

- Gefallenenehrenmal bei der Kapelle zur schmerzhaften Mutter Gottes, als eines der ersten Gefallenenehrenmale im Land – zum Gedenken an die Opfer des Ersten Weltkriegs – wurde das von der bekannten Kunstwerkstätte Güntert & Nägele aus Sigmaringendorf gefertigte Denkmal am 10. April 1921 am geschichtsträchtigen Ort eingeweiht. Denkmal nach § 2 Landesdenkmalschutzgesetz.

- Ruine Haimburg, Burgruine 2,5 km westlich von Grosselfingen beim Haimburghof, Namensgeberin der Herrschaft Hainburg der Herren von Bubenhofen, Denkmal nach § 12 Landesdenkmalschutzgesetz.

- Schlossruine „Neuhaus“ am westlichen Ende des „Oberdorf“ von Grosselfingen, ehemaliger Verwaltungsmittelpunkt der Herrschaft Hainburg, Denkmal nach § 2 Landesdenkmalschutzgesetz.

- Marktgasse und Marktplatz, einzigartige planmäßige Platzanlage, angelegt von den Herren von Bubenhofen zu Anfang des 16. Jahrhunderts, Originalschauplatz der Schlacht von Grosselfingen 1733. Während in den meisten Territorien nach dem Scheitern des Bauernkriegs 1525 in Deutschland Ruhe herrschte, gingen die bäuerlichen Aufstände einzig im Kinzigtal und im Fürstentum Hohenzollern weiter. Sie gipfelten schließlich in der Schlacht von Grosselfingen, in der 1733 die dörflichen Einwohner ein fürstliches Heer in die Flucht schlugen. Der Bereich des Marktplatzes, die Marktgasse und die Kapelle zur schmerzhaften Mutter Gottes (Bilderhäusle) sind das historische Herz Grosselfingens und seines Ehrsamen Narrengerichts. Seit über einem halben Jahrtausend finden hier die Aufführungen des Ehrsamen Narrengerichts von Grosselfingen statt. Das Marktkreuz in der Platzmitte ist ein Denkmal nach § 2 Landesdenkmalschutzgesetz.

## Regelmäßige Veranstaltungen

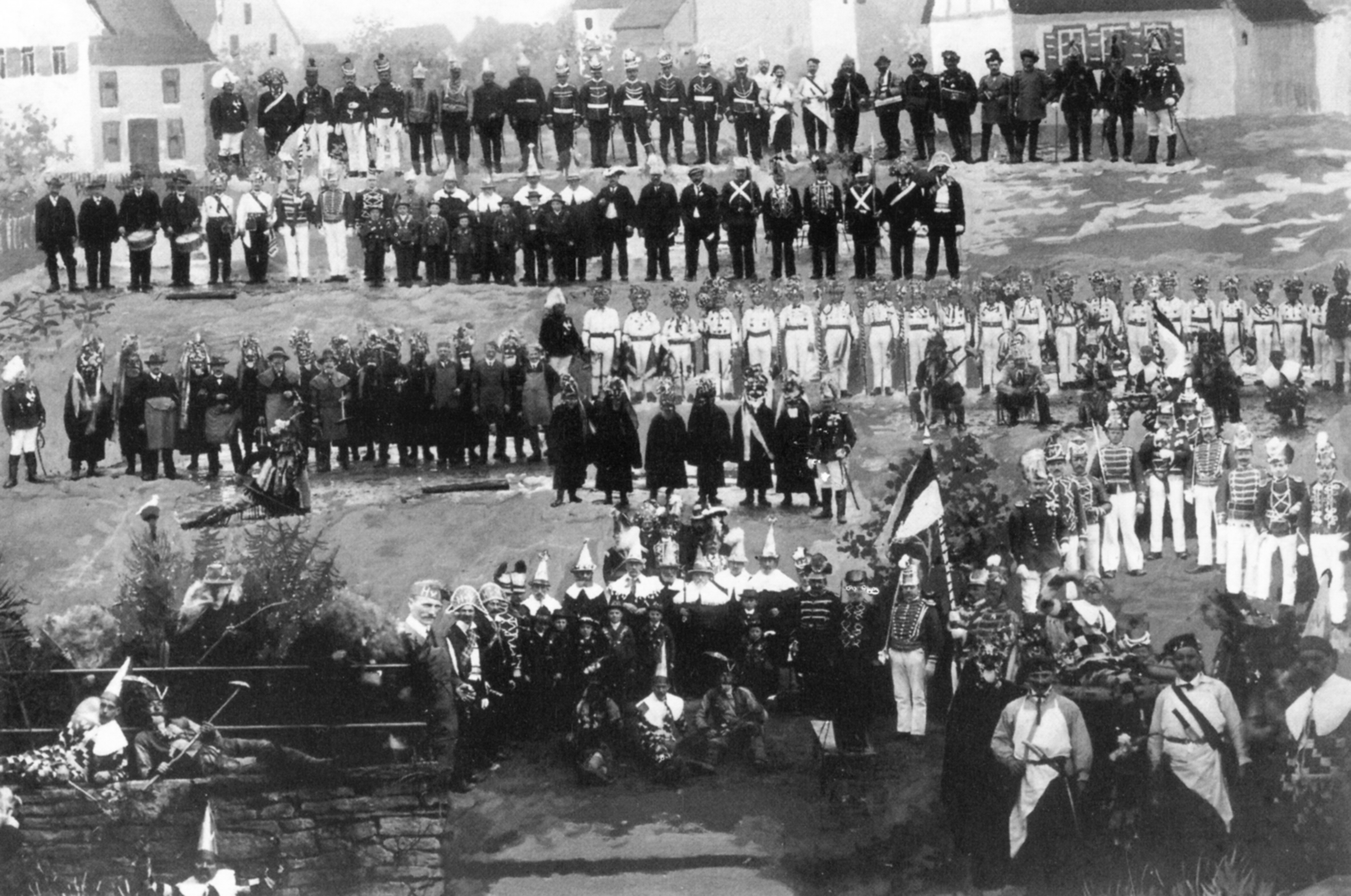
Ehrsames Narrengericht (1914)

- Das „Ehrsame Narrengericht zu Grosselfingen“ ist ein im deutschsprachigen Raum einmaliges fastnächtliches Heimatspiel mit einer über 500-jährigen ungebrochenen Tradition. Die Narrengericht-Bruderschaft verwies in ihren Gründungsstatuten von 1623 auf eine bereits bestehende lange Tradition. Die Aufführung findet unregelmäßig alle drei bis sieben Jahre am Schmotzigen Dunnschtig und am Sonntag davor auf dem im Mittelalter von den Herren von Bubenhofen angelegten Marktplatz statt. Im Dezember 2015 wurde das Ehrsame Narrengericht ins Bundesweite Verzeichnis des immateriellen Kulturerbes aufgenommen.